# Cmp (یونیکس)

دستور cmp برای مقایسهٔ دو  پرونده به صورت بایت به بایت در سیستم‌های شبه یونیکس استفاده می‌شود. این بسته زیرمجموعهٔ بستهٔ ابزارهای دیف می‌باشد.
روش استفاده در حالت پایه به صورت زیر است:
```
~
]
$
 
cmp
 
[
OPTION
]
...
 
FILE1
 
[
FILE2
 
[
SKIP1
 
[
SKIP2
]]]

```

این دستور سویچ‌های زیر را پشتیبانی می‌کند:
‎
-b  --print-bytes
چاپ کردن بایت‌های متفاوت
‎
-i SKIP  --ignore-initial=SKIP
اولین بایت داده‌شده در پرش را در نظر نمی‌گیرد.
‎
-i SKIP1:SKIP2  --ignore-initial=SKIP1:SKIP2
اولین بایت‌های داده شده در پرش۱ پروندهٔ اول و پرش۲ در پروندهٔ ۲ را در نظر نمی‌گیرد.
‎
-l  --verbose
با اطلاعات جامع (پرحرف)
‎
-n LIMIT  --bytes=LIMIT
تعداد محدود بایت را فقط بررسی می‌کند.
‎
 -s  --quiet  --silent
بی‌صدا کار می‌کند.
‎
-v  --version
نسخهٔ نرم‌افزار را نشان می‌دهد.

## توضیح
1. ↑  پرش۱=SKIP1، پرش۲=SKIP2